# Hoplophorus euphractus
Hoplophorus euphractus és una espècie extinta del grup dels gliptodontins (grans mamífers cuirassats emparentats amb els armadillos d'avui en dia) que visqué a Sud-amèrica durant el Plistocè. És l'única espècie coneguda del gènere Hoplophorus.
Mesurava uns 2,8 metres de llargada i pesava una tona. Tenia una gran cuirassa òssia que li cobria el cos, formada per centenes de plaques òssies anomenades osteodermes, que estaven soldades entre si i formaven una closca rígida. Tenia una cua llarga, a l'extrem de la qual hi havia quatre grans esperons ossis i que probablement era utilitzada per defensar-se contra els depredadors i, en els mascles, en lluites pel territori.